# Poètes sauvages
On entend par « Poètes sauvages » une mouvance poétique fondée en juin 2006, à Lyon, autour du poète Albert Guignard. En 2016, les Poètes sauvages étaient essentiellement représentés par Albert Guignard, Claude Gobet et Franck Rapin.
Cette mouvance se définit comme sauvage, au sens du mot latin sylvae (forêt). Elle exprime la volonté de s'extraire d'une dimension urbaine de la création pour aller puiser dans la nature et dans l'esprit une inspiration et un sens authentiques. En cela, cette mouvance affiche clairement une filiation romantique.

## Membres des Poètes sauvages

### Albert Guignard
Poète et auteur né à Lyon le 14 mars 1962, Albert Guignard vit à Saint-Romain-de-Popey, sur les pentes du mont Popey qu'il a requalifié de « maquis culturel ». 
En 2000, il crée les éditions du mont Popey, maison d'édition associative. Éditeur, romancier, vidéaste et poète, Albert Guignard s'engage pour la défense de l'environnement et contre la peine de mort. Il se définit avant tout comme un "Chaman-des-mots".
On lui doit divers romans et nouvelles, regroupés dans une œuvre, Troupeau, en 2003. Ses poèmes ont été publiés dans le deuxième numéro de Place de la Sorbonne, revue internationale de poésie contemporaine de l’université Paris-Sorbonne, ou encore par L'Imprévue, revue franco-américaine de poésie. 
Parutions :
- "Lance Henson. Nous sommes tous américains." Ouvrage sur le poète cheyenne Lance Henson, présenté en 2000 lors de l'émission "Des mots de minuit", sur France 2[3].
- "Troupeau". Recueil de romans et nouvelles. Les éditions du mont Popey. 2003.
- "Des âmes unies à Anthony". Livre en soutien au condamné à mort américain Anthony Graves (innocenté puis libéré en 2010). 2006[4].
- "Poésie". Livre en soutien à Charles don Flores, condamné à mort au Texas et clamant son innocence[2].
- "Non, la poésie n’est pas une langue morte ! Mémoire d’un maquis culturel. 2000-2011". Les éditions du mont Popey. 2011.
- Poèmes publiés par L'Imprévue, revue franco-américaine de poésie. 2012[5].
- Poèmes publiés par Place de la Sorbonne, revue internationale de poésie contemporaine de l’université Paris-Sorbonne. 2012[6].
- Poèmes publiés dans Poètes français et marocains, anthologie. Éditions Polyglotte. Collection « Au-delà des rives ». 2013[7].
- Dernier feu romantique avant extinction (recueil de poésie).  (ISBN 978-2-9553806-4-2) - Les éditions Mille Huit Cent Trente Sept. 2015[8].
- Initiateur, avec les Poètes sauvages, du récital "Poésies-colibris", en référence au Mouvement Colibris de Pierre Rabhi. 2017.

### Claude Gobet
Poète et musicien né à Béziers le 2 septembre 1963, Claude Gobet a grandi à Vénissieux et à Saint-Fons, en banlieue lyonnaise où il vit toujours. Influencé, dès son adolescence, par les œuvres de Rimbaud et d'Aragon, il publie, au cours des années quatre-vingt-dix puis des années deux mille, dans la revue "Aube magazine" puis dans "L'imprévue", revue franco-américaine de poésie. La poésie soufi, la poésie japonaise, mais également ses voyages en Espagne, à Cuba ou en Turquie, sont d'importantes sources d'inspiration pour ses poèmes. Il rejoint la mouvance des poètes sauvages en 2014. Claude Gobet est également musicien et a été initié au blues par le musicien de blues Didier Gascon. 
Parutions :
- Poème paru dans "Aube magazine n°62, Je suis l'aube des vents : paroles contre le(s) fascisme(s)", 1997[9].
- Chorale, recueil de poèmes, éditions Bérénice, 2009[10].
- Poème paru dans Le dit et le non-dit : L'imprévue, 2009.
- Chants de la terre et du vent, recueil de poèmes, éditions du mont Popey, 2016[11].

### Franck Rapin
Poète né en 1976, à Provins (Seine et Marne), Franck Rapin rejoint les Poètes sauvages en 2017.
Parutions :
- Pohérésie, recueil de poèmes, Les éditions du mont Popey, 2017.  (ISBN 2955754943)[12]

### Christophe Salus
Poète né à Roman-sur-Isère, en 1963, Christophe Salus, dit Tofe Salus, travaille essentiellement la rime, influencé en cela par François Villon, Paul Verlaine, Antonin Artaud, Mallarmé, Paul Valéry ou encore René Char. Il utilise plus rarement la prose, admettant l’idée d’une poétique sans règle, tout en défendant le pouvoir de la contrainte littéraire. Amoureux de la nature et de l’émotion, il rejoint les Poètes Sauvages, en 2019.
Parutions :
- Le pangolin des landes, recueil de poèmes, aux éditions Baudelaire, 2009.  (ISBN 978-2-35508-285-6)[13]
- Basses Aurores, recueil de poèmes, 2016.  (ISBN 978-2-9559612-0-9)[14]
- Martre et Plume, recueil de poèmes, 2016.  (ISBN 978-2-9559612-1-6)[15]
- Les Gloses, recueil de poèmes, 2017[16].
- Petit Précis de Poétique Formelle, recueil de poèmes, 2017.  (ISBN 978-2-9559612-3-0)[17]

## Anciens membres des Poètes sauvages

### Khal Torabully
Poète et réalisateur, Khal Torabully, né le 14 août 1956 à Port-Louis (Île Maurice), s'installe dans le Rhône en 1976. 
Chantre de la « coolitude », concept développé par lui comme une composante majeure de la créolisation, il a, à ce jour, notamment publié une vingtaine de recueils de poésie. Son livre Cale d'étoiles-coolitude a été traduit aux USA cette année, chez Seagull. Il a initié le Festival International de la Parole de Trévoux et prépare un prochain ouvrage sur Jérusalem.
Torabully a aussi publié en anglais à l'Aapravasi Ghat, site de l'UNESCO de l'île Maurice. Sa poésie a traversé les frontières depuis 1981, l'année de publication de Fausse-île 1, à l'Université Lyon II-Lumière.
Membre des Poètes sauvages en 2006.

### Serge-Frédéric Alauze
Auteur, peintre et créateur de jeux de cartes ou jeux de société, Serge-Frédéric Alauze est né en 1973 et réside à Hyères.
Entre 2004 et 2011, Serge-Frédéric Alauze a participé à la réalisation des graphismes d'un jeu de rôle gratuit sur Internet, Corsaires 1604 (devenu Caraïbes 1712), dont l'action se situait dans les Caraïbes au XVIIe siècle. Entre 2012 et 2015, il participe à la création des graphismes du jeu de rôle historique en ligne de David Treviz : "Guerres de course et autres combats".
Membre des Poètes sauvages de 2006 à 2008.
Exposition :
- "Hors d'ici", exposition des petits formats de Serge-Frédéric Alauze, au Moulin des Contes, à Hyères. Novembre 2015[22].